# Mirny (oblast d'Arkhangelsk)
Pour les articles homonymes, voir Mirny.
Mirny (en russe : Мирный) est une ville fermée de l'oblast d'Arkhangelsk, en Russie. Sa population s'élève à 32 028 habitants en 2019.

## Géographie
Mirny est située à 199 km au sud d'Arkhangelsk et à 796 km au nord de Moscou.

## Histoire
Mirny a été fondée en 1957 pour le personnel d'un site de lancement de missiles balistiques. Mirny a reçu le statut de ville fermée en 1966 en raison du développement du Cosmodrome de Plesetsk, qui se trouve à Mirny, mais porte le nom de la commune urbaine de Plesetsk, située à 4 km au sud de Mirny.

## Population
Recensements (*) ou estimations de la population
| 1996   | 2000   | 2002*  | 2010*  | 2012   | 2013   |
| ------ | ------ | ------ | ------ | ------ | ------ |
| 31 500 | 30 600 | 30 502 | 30 280 | 30 666 | 30 631 |

| 2014   | 2015   | 2016   | 2017   | 2018   | 2019   |
| ------ | ------ | ------ | ------ | ------ | ------ |
| 31 370 | 32 066 | 32 245 | 32 175 | 31 704 | 32 028 |